# Praobdellidae
Praobdellidae (М'які п'явки) — родина п'явок підряду Hirudiniformes ряду Безхоботні п'явки (Arhynchobdellida). Має 7 родів. У 1986 році класифіковано як підродину з родини Hirudinidae. У 2010 році Анна Дж. Філліпс на основі молекулярно-егенитного аналізу довела самостійність родини Praobdellidae.

## Опис
Загальна довжина представників цієї родини коливається від 2 до 10 см. Голова затуплена. Рот зазвичай має вітрилоподібну передню «губу» на передній присосці. Мають переважно 3 щелепи (окрім Tyrannobdella rex), на кожній з яких є від 12 до 34 зубів (зубів зовсім немає у роду Dinobdella). У видах родів Praobdella і Myxobdella зуби розташовано у 2 рядки, Limnatis і Tyrannobdella — в один. Щелепи або зуби занадто м'які для укусу через шкіру людини або шерсть ссавців, але вони здатні задати рани на слизовій або навіть на шкірі земноводних. 
Передня частина (трахелосома) широка, але поступово звужується. Уросома (задня частина тіла) переважно струнка. У них 2 присоски. Задня присоска дорівнює ширині тіла. На череві відсутні залози.
Забарвлення коричневе або чорне з різними відтінками. Можуть бути присутні окремі риски чи цяточки.

## Спосіб життя
Воліють до прісних водойм, зустрічаються на мілині. Є тимчасовими ендопаразитами. Тримаються на слизових оболонках порожнини рота, порожнини носа і верхніх дихальних шляхів ссавців (великої рогатої худоби), а також на тонких шкірах земноводних і мембранах молюсків і ракоподібних. Здатні також потрапляти всередину організму через нижні дихальні шляхи, анус, уретру і вагіну. Дорослі п'явки залишають свого хазяїна. 
Є гермафродитами. Зі слизу клітелуму («паска» на уросомі — задній частині тіла) утворюється яєчний кокон, в який закладаються запліднені яйця. Невдовзі після появи п'явчата закріплюються на хазяїні батьків.

## Вплив
Здатні викликати гірудініас — захворювання шкіри, порушення дихання, кровотечу, анемію або бактеріальні інфекції.

## Розповсюдження
Поширені скрізь, окрім Австралії та Антарктиди.

## Роди
- Dinobdella
- Limnatis
- Limnodella
- Myxobdella
- Praobdella
- Pintobdella
- Tyrannobdella